# Johann Anton II. von Freyberg

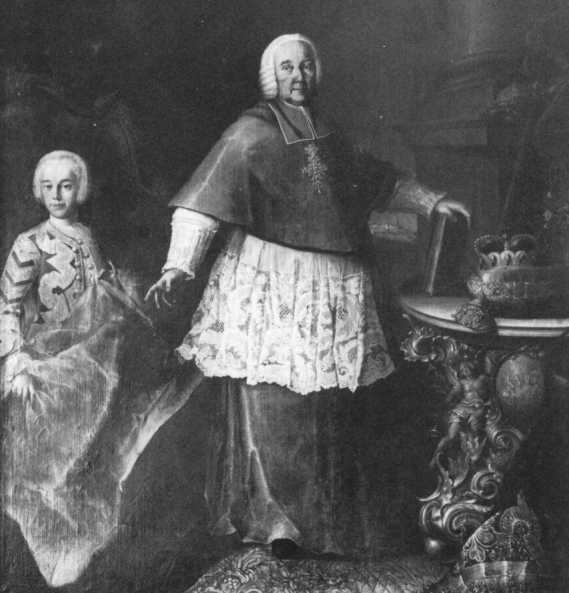
Johann Anton II. von Freyberg

Johann Anton (Reichs-)Freiherr von Freyberg-Hopferau, auch Baron Johann Anton Freyberg zu Hopferau (* 16. Juli 1674 in Hopferau; † 30. April 1757 in Eichstätt), war der 65. Bischof von Eichstätt und Fürstbischof des Hochstiftes Eichstätt.

## Leben
Er stammte aus dem alten süddeutschen Adelsgeschlecht der Freyberg. 1694 schloss er seine Gymnasialstudien am Jesuitengymnasium München (heute Wilhelmsgymnasium München) ab. In den Jahren 1695 bis 1700 studierte Johann Anton II. von Freyberg am Collegium Germanicum in Rom Theologie, wo er 1699 zum Priester geweiht wurde. Danach war er bis 1711 Pfarrer von zwei Pfarreien in Bayern. 1711 wurde er Domherr zu Eichstätt und 1722 in das Domkapitel aufgenommen. Er lebte fromm und zurückgezogen.
1736 wurde er mit 62 Jahren als Wunschkandidat des Kaisers Karl VI. und als Gegenkandidat von Dompropst Marquard Wilhelm von Schönborn zum Fürstbischof von Eichstätt gewählt und am 8. September 1737 zum Bischof geweiht. Er förderte die Orden, so die Jesuiten, denen er 1739 den Hochaltar in der Schutzengelkirche stiftete, die Benediktinerinnen von St. Walburg in Eichstätt, die Schwestern der Kongregation Notre-Dame du Sacré Cœur, an deren Kirche er 1755 ein Benefizium von 12.000 Gulden stiftete, und die Franziskaner, denen er 1738 die Erlaubnis gab, in Ellingen ein Kloster zu errichten und wo er am 24. April 1740 die Klosterkirche persönlich konsekrierte. Für die Pfarrkirche St. Quirin in Ammerfeld stiftete er um 1738 den Hochaltar. In der wieder bayerisch gewordenen Oberpfalz errichtete er die Pfarreien Sulzbürg und Pyrbaum. Ein großes Ereignis während seiner Amtszeit war die Jahrtausendfeier des Bistums im September 1745, zu der im Dom der Willibaldsaltar im Rokoko-Stil aufgestellt wurde. Anlässlich seines 50-jährigen Priesterjubiläums ließ er im Ostchor durch Matthias Seybold einen neuen Hochaltar errichten (seit 1883 in Mariä Himmelfahrt in Deggendorf). Ebenso wurde Seybold 1748 von ihm mit dem Wiederaufbau und der Barockisierung des bereits 1632 niedergebrannten Allodium Cronheim betraut. Auf dem Frauenberg über Eichstätt ließ er 1739 anstelle der Holzkapelle eine steinerne Marienkapelle (Frauenbergkapelle) durch seinen Hofbaudirektor Gabriel de Gabrieli errichten sowie 1747 die Offinger Kapelle St. Leonhard. Ein wichtiger Neubau wurde unter dem Fürstbischof begonnen: 1755 wurde sein neuer Hofbaudirektor Mauritio Pedetti in Sachen Neubau der Stadtpfarrkirche „Collegiata“ tätig.
In den Jahren 1736 bis 1740 kam es zu Verhandlungen, Protesten und Auseinandersetzungen zwischen Dompropst von Schönborn und dem Domkapitel auf der einen und dem Fürstbischof auf der anderen Seite. Als Rechte des Domkapitels von fürstbischöflichen Beamten verletzt wurden, kam es zu einem bis 1753 währenden Prozess, der bis nach Rom ging und mit dem Sieg des Domkapitels endete. Die Abgrenzung von kirchlichen Hoheitsrechten und staatlicher Autorität im Kaiserlichen Landgericht Hirschberg sowie die wegen des österreichischen Erbfolgekriegs 1742 vorübergehend geplante Verlegung der Universität Ingolstadt nach Eichstätt führte zu Konflikten. 
Fürstbischof Johann Anton starb im 83. Lebensjahr einen Tag nach einem Schlaganfall und wurde am 4. Mai 1757 im Willibaldschor des Eichstätter Domes bestattet. Haupterben des Bischofs waren die Waisen Eichstätts, da er 40.000 Gulden zur Errichtung eines Waisenhauses hinterließ.